# Македонська література
Македонська література — сукупність літературних творів, написаних македонськими письменниками та македонською мовою.
Історичні джерела македонської літератури відносяться до заснування Климентом Охридським в 9 сторіччі Охридської книжної школи — на території південно-західної Македонії.
Розвиток македонської літератури поділяють на кілька етапів:
- стародавня македонська література — 9-18 сторіччя,
- нова македонська література — 1802–1944,
- новітня македонська література — 1944 й надалі.

Стародавня македонська література творилася переважно церковнослов'янською писемністю з македонськими особливостями, цей період поділяється на два відтинки — перед завоюванням земель сучасної Македонії турками, та за часів їх панування.
Автором першої друкованої Македонської граматики і автором одного з перших словників македонської мови є Ґеорґі Пулевскі (* 1817–1893).

## Видання перекладів українською
- Апокаліпсис.мк : роман про одну антиутопію чи історія про реальність? / Бранко Прля ; пер. з македон. Анни Багряної. – Луцьк : ПВД «Твердиня», 2019. – 220 с. – ISBN 978-617-517-312-1
- Вибрані драми / Сашко Насев ; пер. з македон. Анни Багряної. – Луцьк : ПВД «Твердиня», 2019. – 224 с. – (Сер. «ЛітТЕАТР XXI»). – ISBN 978-617-517-310-7. – ISBN 978-617-517-260-5 (серія)
- Вишнева хроніка : роман / Фросина Пармаковска ; пер. з македон. Анни Багряної. – Луцьк : ПВД «Твердиня», 2016. –  272 с.
- В очікуванні Нобелівської премії : роман / Душко Родев ; пер. з македон. Анни Багряної. – Луцьк : ПВД «Твердиня», 2017. – 136 с. – ISBN 978-617-517-270-4
- Дві принцеси : роман / Наталі Спасова ; пер. з македон. Анни Багряної ; худ. Ольга Камінська. – Луцьк : ПВД «Твердиня», 2018. – 84 с. – ISBN 978-617-517-286-5
- Дзявкітливий кожух : повість для дітей дошкільного та молодшого шкільного віку / Кіро Донев ; пер. з македон. та ілюстр. Анни Багряної. – Луцьк : ПВД «Твердиня», 2016. –  128 с. – ISBN 978-617-517-253-7
- Запальничка : роман / Наталі Спасова ; пер. з македон. Анни Багряної. – Луцьк : ПВД «Твердиня», 2016. – 76 с. – ISBN 978-617-517-251-3
- І людина, і пес : роман / Владо Димовскі ; пер. з македон. Анни Багряної. – Луцьк : ПВД «Твердиня», 2017. – 168 с. – ISBN 978-617-517-267-4
- Плутана казка : повість / Кіро Донев ; пер. з македон. та ілюстр. Анни Багряної. – Луцьк : ПВД «Твердиня», 2016. – 104 с. – ISBN 978-617-517-228-5
- Цурки-палки : п’єси / Трайче Кацаров ; пер. з македон. Анни Багряної. – Луцьк : ПВД «Твердиня», 2017. – 168 с. – (Сер. «ЛітТЕАТР XXI»). – ISBN 978-617-517-258-2. – ISBN 978-617-517-260-5 (серія)
- Я і Лін, згодом : роман / Ана Стояноска ; пер. з македон. Анни Багряної. – Луцьк : ПВД «Твердиня», 2019. – 212 с. – ISBN 978-617-517-309-1